# 神戸マルイ
神戸マルイ（こうべマルイ、KOBE MARUI）は、神戸市中央区にある丸井のファッションビル。70のブランドが並ぶ。阪神・淡路大震災復興支援館（フェニックスプラザ）の跡地に建つ。

## 概要
当施設は丸井の関西進出第1号店である。開業初年度の売り上げは約172億円、来店者は約450万人。これは当初の予想を大幅に上回るもので、特に男性向け商品が好調であった。西日本初出店の為か徳島や岡山からの来客も多かったという。知名度向上のため、開業時には「"OIOI"と書いて"マルイ"と読みます」と宣伝していた。

## 沿革

### 出店まで
丸井は長年関西進出をうかがっており、1986年（昭和61年）には大阪市に事務所を置いた。しかし、高槻駅前（アクトアモーレ）の出店計画が白紙に戻るなど、適当な案件がなかったため、いったん事務所は閉鎖していた。
21世紀に入ったところ、三宮交差点に面した、阪神・淡路大震災復興支援館（フェニックスプラザ）が取り壊された。一等地が空いたため、跡地へ出店することとなった。2002年（平成14年）10月7日、出店を発表した。
竹中工務店が建設したビルに、テナントとしての入居となった。地上6階建てビルの1階から5階までの計6940平方メートルが売場で、3階までが女性向け、4，5階が男性向けのフロアで、6階が事務所という構成である。「ファッションの街、神戸でのデビュー」として、洋服やアクセサリーなどのほか、カフェやフラワーショップに加え、地元神戸の靴デザイナーの商品も用意した。商圏人口は、神戸や明石、芦屋など8市8町の約220万人、初年度の売上目標は70億円を見込んだ。
知名度が1割にも満たないため、開業直前の9月には、「○I○Iは『マルイ』と読むんです」というフレーズのポスターを店頭前で配布した。また、社長の青井忠雄は「マルイ神戸店ではなく、神戸マルイなんです」と述べるなど意気込んでいた。

### 周囲からの反応
そごう神戸店や大丸神戸店、三宮センター街などは、競合の激化を予想しつつも、ファッション性の高いマルイの顧客の流入を歓迎した。一方、ハーバーランドの神戸阪急（2012年（平成24年）閉店）では三宮、元町、ハーバーランドの地域間競争を警戒した。
この神戸マルイへの期待の高さもあり、開業前の2003年（平成15年）7月、難波になんばマルイを出店すると発表していた。

### 開業後
無名ゆえに、首都圏のように20代向けの店であるという先入観がないため、幅広い客層が来店した。開店後1カ月の客数は予想を上回る70万人にのぼり、中高年の団体客や、30代の娘と50代の母親といった親子連れの買い物客などもあった。一方、ジーンズなどカジュアルファッションを並べた3階は、落ち着いた雰囲気の服が並ぶ2階より来店客が少ないなどの課題もあり、カジュアルな洋服を落ち着いた感じのバッグと提案するなど、保守的で、エレガンスな雰囲気を楽しむ神戸の消費者に対応した修正をかけた。また、好調を受けて、神戸マルイに入居している地元の2つのブランドがマルイシティ横浜へ進出するなどの成果もあった。

## 周辺
- OPA
  - ダイエー神戸三宮店
- 神戸阪急 - 2019年10月5日にそごう神戸店を改称した2代目の店舗。
- 神戸国際会館
- さんプラザ
- センタープラザ
- 三宮センター街
- さんちか
- 三ノ宮駅
- 三宮駅・神戸三宮駅
- 三宮・花時計前駅